# Élancèze
L'Élancèze est un sommet culminant à 1 571 mètres d'altitude dans les monts du Cantal. Il se situe entre les vallées de la Jordanne au nord et de la Cère au sud. Il domine le village de Mandailles au nord et celui de Thiézac au sud.

## Géographie

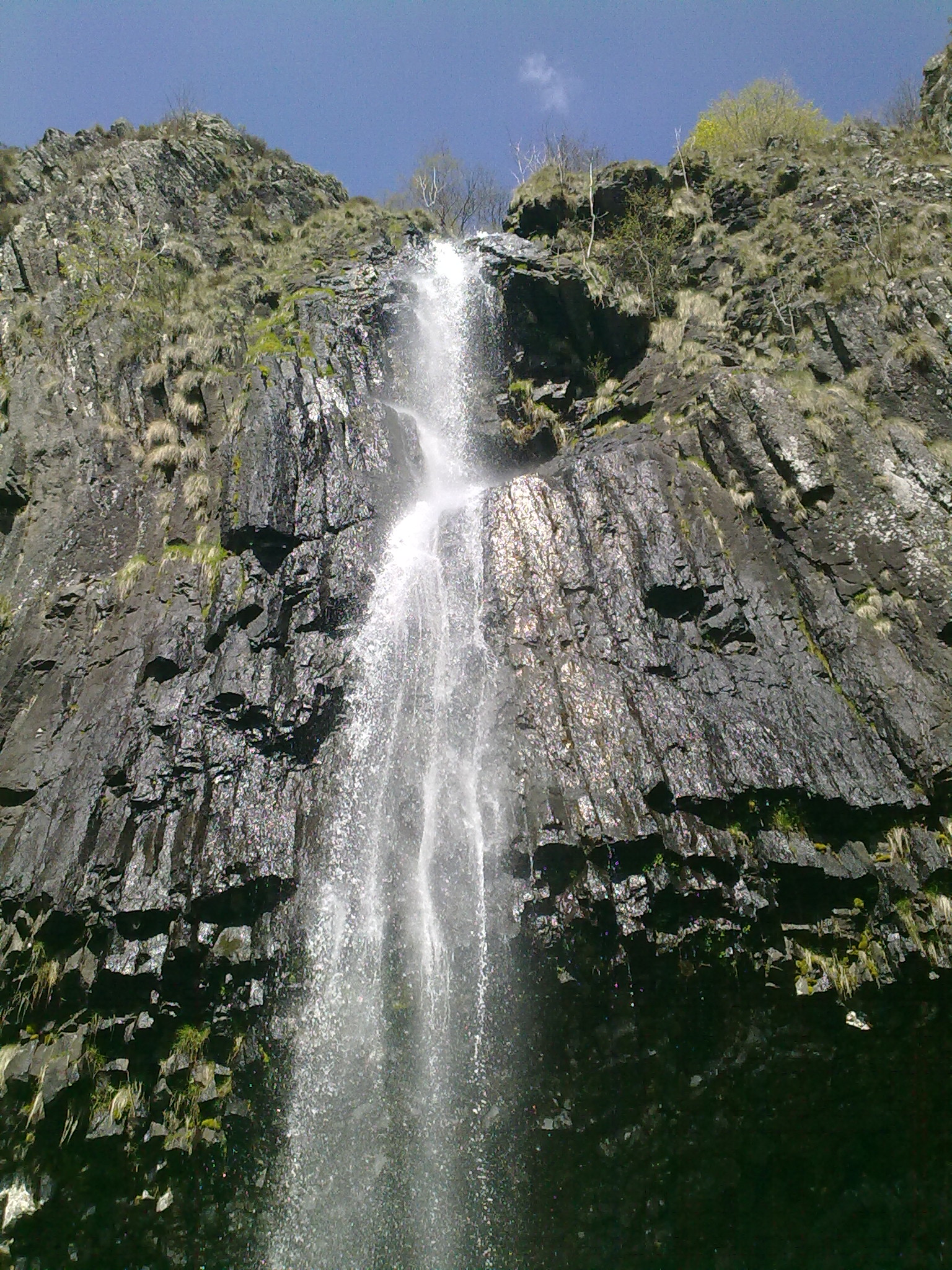
La cascade de Faillitoux et ses orgues basaltiques.

L'Élancèze se situe dans la partie méridionale du stratovolcan du Cantal. C'est un sommet double orienté est-ouest et de ce fait aisément reconnaissable. Le point culminant est la pointe ouest. Il est constitué d'un empilement de coulées trachyandésitiques.
Il voisine avec le puy de la Poche (1 500 mètres) situé un peu plus au sud et qui a la même origine géologique. Au sud-ouest, sur le ruisseau de Lasmolineries se trouve une des plus belles chutes d'eau d'Auvergne, la cascade de Faillitoux.

## Accès
L'accès le plus simple se fait par le GR 400 (depuis le col du Perthus ou le hameau du Clou), puis un sentier balisé en crête sur les 400 derniers mètres. Il est également possible de parvenir à l'Élancèze depuis Saint-Julien-de-Jordanne, mais le parcours est plus long et plus raide.